# Montégut-Lauragais
Montégut-Lauragais är en kommun i departementet Haute-Garonne i regionen Occitanien i södra Frankrike. Kommunen ligger i kantonen Revel som tillhör arrondissementet Toulouse. År 2022 hade Montégut-Lauragais 407 invånare.

## Befolkningsutveckling
Antalet invånare i kommunen Montégut-Lauragais
Referens:INSEE